# Llista de topònims de Puigdàlber
Llista de topònims (noms propis de lloc) del municipi de Puigdàlber, a l'Alt Penedès
Informació actualitzada per un bot. Els canvis manuals es perdran quan s'actualitzi!

## casa
| imatge | Nom                  | Ubicat a   | instància de | Detalls                                          | coordenades                                                                       | Protecció                                  | Commons (més fotos)     | Dades a WD                    |
| ------ | -------------------- | ---------- | ------------ | ------------------------------------------------ | --------------------------------------------------------------------------------- | ------------------------------------------ | ----------------------- | ----------------------------- |
|        | Can Ferran           | Puigdàlber | casa         |                                                  | 41° 24′ 20″ N, 1° 41′ 59″ E / 41.405547°N,1.699834°E ca:Plaça de l'Església, 6    | bé integrant del patrimoni cultural català | Can Ferran (Puigdàlber) | Modifica les dades a Wikidata |
|        | casa Josep Parellada | Puigdàlber | casa         | Estil: modernisme català arquitectura modernista | 41° 24′ 15″ N, 1° 42′ 05″ E / 41.404168°N,1.701369°E ca:Avinguda de Catalunya, 16 | bé integrant del patrimoni cultural català | Casa Josep Parellada    | Modifica les dades a Wikidata |

## entitat singular de població
| imatge | Nom        | Ubicat a   | instància de                                   | Detalls | coordenades                                                                    | Protecció | Commons (més fotos) | Dades a WD                    |
| ------ | ---------- | ---------- | ---------------------------------------------- | ------- | ------------------------------------------------------------------------------ | --------- | ------------------- | ----------------------------- |
|        | Bellavista | Puigdàlber | entitat singular de població                   | 21 hab  | 41° 24′ 13″ N, 1° 41′ 20″ E / 41.403669030272°N,1.6888886150895°E 239.921 msnm |           |                     | Modifica les dades a Wikidata |
|        | Puigdàlber | Puigdàlber | entitat singular de població capital municipal | 587 hab | 41° 24′ 16″ N, 1° 42′ 03″ E / 41.404404°N,1.700924°E 238 msnm                  |           |                     | Modifica les dades a Wikidata |
|        | el Gorner  | Puigdàlber | entitat singular de població                   | 21 hab  | 41° 24′ 05″ N, 1° 43′ 14″ E / 41.40131°N,1.72048°E 199.156 msnm                |           |                     | Modifica les dades a Wikidata |

## masia
| imatge | Nom         | Ubicat a   | instància de | Detalls | coordenades                                          | Protecció | Commons (més fotos) | Dades a WD                    |
| ------ | ----------- | ---------- | ------------ | ------- | ---------------------------------------------------- | --------- | ------------------- | ----------------------------- |
|        | Cal Vermell | Puigdàlber | masia        |         | 41° 24′ 16″ N, 1° 41′ 40″ E / 41.404317°N,1.694539°E |           |                     | Modifica les dades a Wikidata |
|        | la Païssota | Puigdàlber | masia        |         | 41° 24′ 08″ N, 1° 41′ 56″ E / 41.4021°N,1.69875°E    |           |                     | Modifica les dades a Wikidata |

## Misc
| imatge | Nom                                | Ubicat a   | instància de      | Detalls                     | coordenades                                                                         | Protecció                   | Commons (més fotos)       | Dades a WD                    |
| ------ | ---------------------------------- | ---------- | ----------------- | --------------------------- | ----------------------------------------------------------------------------------- | --------------------------- | ------------------------- | ----------------------------- |
|        | Església Parroquial de Sant Andreu | Puigdàlber | església          | Estil: arquitectura popular | 41° 24′ 20″ N, 1° 42′ 01″ E / 41.40548°N,1.700391°E ca:Plaça de l'Església 241 msnm | bé cultural d'interès local | Sant Andreu de Puigdàlber | Modifica les dades a Wikidata |
|        | casa consistorial de Puigdàlber    | Puigdàlber | casa consistorial |                             | 41° 24′ 15″ N, 1° 42′ 04″ E / 41.4042767°N,1.7010943°E                              |                             | Town hall of Puigdàlber   | Modifica les dades a Wikidata |